# 懐かしき恋人の歌
懐かしき恋人の歌（Same Old Lang Syne）は、アメリカ合衆国のシンガーソングライター、ダン・フォーゲルバーグが1980年に発表した楽曲。
クリスマスに合わせたリリースだが年が明けても売れ続け1981年2月に全米でトップ10にランクイン。同年秋発表のアルバム『イノセント・エイジ』にも収録。日本ではシングルカットされず、アルバム先行シングル風に呼ばれた恋（Hard To Say）のB面に収録。
なお、日本ではリリース当時、既にジャック・ブレルの「懐かしき恋人の歌」が紹介されていたが、こちらは原題はLa Chanson Des Vieux Amantsという邦題のみの同名異曲。

## 解説
歌詞の内容は、大人になってから、クリスマスイブに昔のガールフレンドとばったり再会したというもの。曲のアウトロでマイケル・ブレッカーのサックスによる『オールド・ラング・サイン』（スコットランド民謡で『蛍の光』の原曲）の一部が演奏されている。

## オリジン
ダン・フォーゲルバーグ自身がウェブサイトでこの曲の歌詞が実体験に基づいたものであることを明かしている。1970年代半ば（後のインタビューでダン自身は「正確には覚えていないが1975年か1976年、多分1975年の出来事」と述べている）のクリスマスにダンが故郷（イリノイ州、ピオリア）に帰った時、昔のガールフレンドにコンビニエンスストアで思いがけず再会した時の事を歌詞にしたものである。
2007年12月にダンは前立腺がんのため56歳で死去したが、その直後、歌の主ジル・グルーリッチ（旧姓アンダーソン）が名乗り出た。彼女は高校時代にダンとデートしていたという。地元紙からの引用であるが、二人はピオリアのウッドラフ・ハイスクールの同級生であった。その後二人は別々の大学に進学する。ジルは結婚してシカゴに引っ越し、ダンはコロラドへ移った。1975年12月24日、二人がそれぞれクリスマスの里帰りをした際、偶然にも再会する。ジルはエッグノッグを買いに、ダンはアイリッシュ・コーヒーに入れるホイップクリームを買いに店を探したが、クリスマス休暇の為周辺の店はほとんど休業しており、たまたま開いていたコンビニエンスストアで再会することになる。前述のようにクリスマス休暇の為、他に入れるような店は辺りになく、二人は6缶パックのビールを飲みながら2時間話した。
5年後、ジルは仕事に行く車の中でこの曲を聴き、歌詞がこの時の実話であることに気づいたジルは驚いたという。しかし、ジルはその時は名乗り出なかった。ダンが実際のところを明かしたがらなかったのと、ジルもダンの結婚生活に影響が出ることを恐れたためであった。 歌詞についてはジルは2か所事実と違う部分があると述べている。ひとつはジルの瞳の色が青ではなく緑であること（二人が交際していた当時、ダンはCSN&Yの「Suite: Judy Blue Eyes」をもじって"Sweet Jilleen Green Eyes"と呼んでいたという）、もうひとつは夫の職業が建築士でなく体育教師だったということである。なお、瞳の色の違いに関しては、後年ジルがダンのコンサートの楽屋を訪れた際「緑より青の方が韻を踏みやすく語呂が良かったから」と説明されたという。また、夫の職業の違いについても、ジルは「彼が夫の職業を知っていたとは思えないので、歌に合うように建築士という設定にしたのではないかと思う」とコメントしている。歌詞の「夫を愛していると言いたかったかもしれないが、嘘をつきたくなかった」の部分について、ジルは「これはおそらく個人的すぎる話なので」と語り、詳細についてコメントを避けているが、この曲がリリースされた1980年時点でジルと当時の夫は既に離婚していた。